# Chris Walker-Hebborn
Pour les articles homonymes, voir Chris Walker (homonymie).
Chris Walker-Hebborn, né le 1er juillet 1990 à Enfield, est un nageur britannique, spécialiste du dos.
Il remporte la médaille d'or du 100 m dos aux Jeux du Commonwealth de 2014 et aux championnats d'Europe 2014 à Berlin.

## Palmarès

### Championnats du monde

#### Grand bassin
- Championnats du monde 2015 à Kazan (Russie) :
  -  Médaille d'or du relais 4 × 100 m quatre nages mixte
- Championnats du monde 2017 à Budapest (Hongrie) :
  -  Médaille d'argent du relais 4 × 100 m quatre nages

#### Petit bassin
- Championnats du monde 2014 à Doha (Qatar) :
  -  Médaille d'argent du relais 4 × 50 m quatre nages mixte

### Championnats d'Europe
- Championnats d'Europe en petit bassin 2013 à Herning (Danemark) :
  -  Médaille de bronze du 100 m dos
- Championnats d'Europe 2014 à Berlin (Allemagne) :
  -  Médaille d'or du 100 m dos
  -  Médaille d'or du relais 4 × 100 m quatre nages mixte
- Championnats d'Europe en petit bassin 2015 à Netanya (Israël) :
  -  Médaille d'argent du 50 m dos
  -  Médaille de bronze du 100 m dos
- Championnats d'Europe 2016 à Londres :
  -  Médaille d'or du relais 4 × 100 m quatre nages
  -  Médaille d'or du relais 4 × 100 m quatre nages mixte

### Jeux du Commonwealth
- Jeux du Commonwealth de 2010 à Delhi (Inde) :
  -  Médaille de bronze du 100 m dos

- Jeux du Commonwealth de 2014 à Glasgow (Écosse) :
  -  Médaille d'or du 100 m dos
  -  Médaille d'or du relais 4 × 100 m quatre nages